# 봉혜선
봉혜선(본명: 김애숙, 1948년 2월 3일~)은 대한민국의 여성 배우이자 연극인이다.

## 생애
1965년 연극배우로 첫 데뷔한 후 1968년 TBC 동양방송 공채 탤런트 7기로 정식 데뷔했다. 1970년대 TBC 드라마 《사모곡》,《아씨》,《달래》의 사찌꼬 역할을 통해 조연배우로 활동하였다. 이후 방송사 통합 이후 KBS 한국방송공사 드라마에 출연하였으며, KBS 장수드라마《대추나무 사랑걸렸네》에서 1990년부터 1993년까지 고촌 댁의 역할을 하였다. 1994년부터 주요 대하드라마《한명회》,《용의 눈물》,《왕의 여자》,《왕과 나》,《인수대비》등에서 대전상궁 전문 배우로 엄한 상궁 역할의 감초 같은 열연을 펼쳤다.

## 출연작

### TV 드라마
- 1972년 TBC 대하드라마 《사모곡》
- 1982년 KBS1 대하드라마 《풍운》
- 1982년 KBS2 드라마 《꽃가마》
- 1986년 KBS1 특집드라마 《멀고먼 사람들》
- 1986년 KBS1 특집드라마 《열반제》
- 1986년 KBS1 특집드라마 《노다지》
- 1987년 KBS2 일일연속사극 《사모곡》
- 1988년 KBS1 특집드라마 《사로잡힌 영혼》
- 1989년 KBS2 수목드라마 《왕룽일가》
- 1990년 MBC 주간드라마 《내 친구 깨치》
- 1990년 KBS2 일요아침드라마 《대추나무 사랑걸렸네》...고촌댁 역
- 1990년 KBS1 추석특집드라마 《몽기미 풍경》
- 1990년 KBS2 수목드라마 《그대 아직도꿈꾸고 있는가》
- 1990년 KBS2 수목드라마 《머슴아와 가이내》
- 1991년 KBS1 특집드라마 《열녀, 지옥에 떨어지다》
- 1991년 KBS1 대하드라마 《바람꽃은 시들지 않는다》
- 1992년 KBS1 특집드라마 《대리인》
- 1993년 KBS1 일일연속극 《당신이 그리워질 때》
- 1993년 KBS2 단막드라마 《신 손자병법》
- 1994년 KBS2 월화드라마 《한명회》 ... 상궁(수양대군 일파) 역
- 1994년 KBS2 수목드라마 《폴리스》
- 1994년 KBS2 수목드라마 《사라비아 공화국》
- 1994년 KBS1 6.25 특집극 《역사 앞에서》[2] ... 조씨 엄마 역
- 1994년 KBS2 수목드라마 《숨은 그림 찾기》
- 1995년 KBS2 주말드라마 《젊은이의 양지》
- 1995년 KBS1 청소년드라마 《신세대 보고 - 어른들은 몰라요》
- 1997년 EBS 청소년드라마 《감성세대》 ... 태성 모 역
- 1997년 KBS 대하드라마 《용의 눈물》 ... 대전상궁 역
- 2003년 SBS 월화드라마 《왕의 여자》 ... 대전상궁 오 상궁 역
- 2004년 KBS2 드라마시티 《벚꽃 며느리》[3]
- 2006년 KBS TV소설 《순옥이》
- 2007년 ~ 2008년 SBS 대하드라마 《왕과 나》 ... 홍상 궁 역
- 2012년 JTBC 대하드라마 《인수대비》 ... 양 상궁 역
- 2016년 MBC 주말특별기획 《옥중화》